# Hestiasula zhejiangensis
Hestiasula zhejiangensis är en bönsyrseart som beskrevs av Zhou och Shen 1992. Hestiasula zhejiangensis ingår i släktet Hestiasula och familjen Hymenopodidae. Inga underarter finns listade i Catalogue of Life.